# Christoph Buser-Ruesch

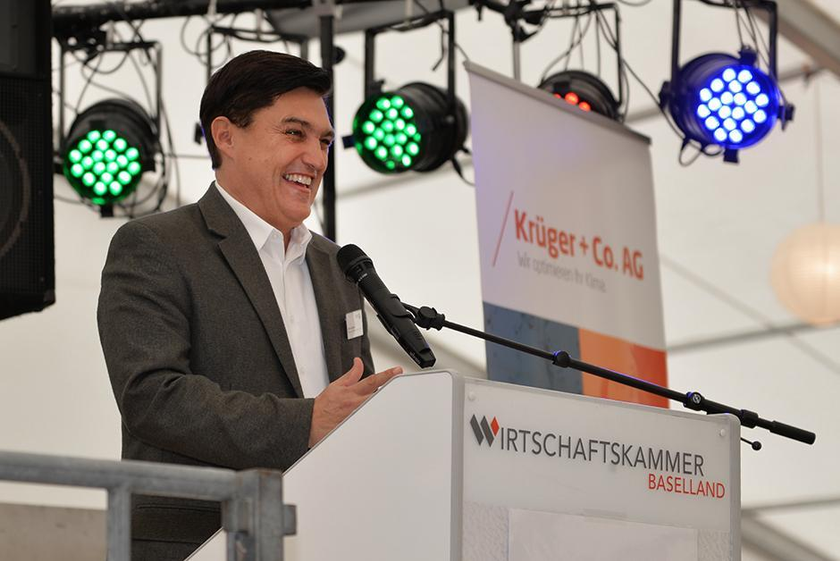
Christoph Buser-Ruesch (2019)

Christoph Buser (* 3. Juni 1971) aus Füllinsdorf ist ein Schweizer Politiker (FDP).

## Ausbildung und Beruf
Christoph Buser absolvierte sein Ökonomiestudium in der Schweiz und in den USA (Universität Basel, Georgetown University in Washington, D.C.) mit Master-Abschluss (lic. rer. pol.).
Er ist seit 2012 Direktor der Wirtschaftskammer Baselland in Nachfolge von Hans Rudolf Gysin.

## Politik und Nebenämter
Seit 2005 ist Buser in der Geschäftsführung von Bürgerforum H2, im Jahr darauf wurde er Geschäftsführer der Liga Baselbieter Steuerzahler und der Schweizerischen Gesellschaft zur Förderung des Bausparens. Seit dem Jahr 2007 ist er Vorstandsmitglied der FDP Füllinsdorf sowie der FDP Baselland; zusätzlich wurde er im selben Jahr Vizepräsident des Förderverein der Baselbieter Wirtschaft für das Römerfest.
In den Jahren von 2007 bis zu seiner Abwahl 2019 war Buser Landrat für FDP.Die Liberalen Baselland, seit 2010 war er ebenfalls Mitglied der Volkswirtschafts- und Gesundheitskommission, Mitglied der Umweltschutz- und Energiekommission.
Seit 2009 ist Buser Mitglied des Vorstandes von HEV Pratteln und Umgebung. Ein Jahr später wurde er Präsident Liga Baselbieter Stromkunden. In die Verwaltungsräte von EBL Genossenschaft Elektra Baselland, der Rofra Holding AG sowie von TCS beider Basel und TCS Schweiz. Ausserdem ist er seit dem Jahr 2013 Präsident von KMU Forum Baselland sowie der Task Force Anti Stau.